# Сельское поселение «Цаган-Ола»
Сельское поселение «Цаган-Ола» (бур. Сагаан Уулын hомон) — муниципальное образование в составе муниципального района «Могойтуйский район» Агинского Бурятский округа в Забайкальском крае Российской Федерации.
Административный центр сельского поселения — село Цаган-Ола (Цаган-Оль).
В состав сельского поселения входит два населённых пункта:
- село Цаган-Ола
- село Улан-Сарта

## Власть
Глава администрации — Намсараев Цырендоржи Жамбалцыренович. Председатель Сельского Совета - Намсараев Нима Цыденжапович

## Транспорт
По территории сельского поселения проходит автомобильная дорога Могойтуй — Боржигантай.

## Население
| 2010  | 2011  | 2012  | 2013  | 2014  | 2015  | 2016  |
| ----- | ----- | ----- | ----- | ----- | ----- | ----- |
| 1392  | ↘1386 | ↘1332 | ↘1303 | ↗1305 | ↘1270 | ↘1240 |
| 2017  | 2018  | 2019  | 2020  | 2021  |       |       |
| ↘1191 | ↘1165 | ↘1150 | ↘1126 | ↘1040 |       |       |

## География
Территория — 8292 га. Представляет собой плоскогорья и равнины.

## Образование
Средняя общеобразовательная школа и детский сад в селе Цаган-Ола.

## Культура и спорт
Дом спорта в селе Цаган-Ола.